# Barbara Rosenkranz
Barbara Rosenkranz, nata Schörghofer (Salisburgo, 20 luglio 1958), è una politica austriaca, esponente del Partito della Libertà Austriaco.

## Biografia
È il Ministro provinciale dell'Edilizia e della Protezione degli Animali della Bassa Austria. È stata candidata presidente per il suo partito nelle elezioni presidenziali del 2010, dove ha ottenuto il 16% dei voti contro il 78% di Heinz Fischer, presidente uscente.

### Posizioni politiche
Si autodescrive come conservatrice nazionalista. È una figura controversa della destra radicale in Austria. È stata una delle voci più critiche dell'Unione Europea, dell'immigrazione e delle leggi antinaziste austriache. È conosciuta per le sue opinioni conservatrici sulla politica familiare e sociale.

#### Politica sociale
Rosenkranz sostiene opinioni conservatrici sull'immigrazione, la politica sociale e la famiglia. Osteggia il femminismo. Nel suo libro MenschInnen, sostiene che il gender mainstreaming (l'emancipazione femminile nella vita pubblica) sia un tentativo di creare esseri umani senza genere. Allo stesso tempo, sostiene la parità di diritti tra uomini e donne.
Rifiuta il matrimonio egualitario e sostiene che debbano potersi sposare solo uomini e donne tra loro. Ha anche espresso affermazioni cospirative sul genere. Sostenendo l'esistenza di una cospirazione totalitaria di attivisti di genere che presumibilmente mirano a creare un nuovo tipo di essere umano - "una persona senza genere". Ha sostenuto che tali piani sono perseguiti segretamente da un'élite accecata dall'ideologia, ignorante delle leggi della natura e della tradizione.

#### Opinioni sull'Unione europea
Barbara Rosenkranz è critica nei confronti dell'Unione Europea. Sostiene l'idea di un'Europa decentralizzata e stati nazionali. Propone la reintroduzione dei controlli alle frontiere.

#### Opinioni sul nazionalsocialismo
Il marito di Rosenkranz, Horst Rosenkranz, pubblicò materiale di estrema destra e fu membro del Partito Nazionaldemocratico (Nationaldemokratische Partei) (NDP), un partito di estrema destra, sciolto e bandito dalla legislazione antinazista austriaca. Fu al centro di dibattito pubblico se lei condividesse le convinzioni di suo marito in relazione alle prese di posizione neonaziste. Alcuni media austriaci la soprannominarono "Madre del Reich".
Nel 1995 denunciò per diffamazione il giornalista Hans-Henning Scharsach per essersi riferito a lei come un esempio di "Kellernazi", cioè una simpatizzante velata di credenze nazionalsocialiste. Ne seguì un processo che portò a una sanzione pecuniaria nei confronti di News, il giornale che pubblicò gli articoli di Scharsach. La decisione fu censurata dalla Corte europea dei diritti dell'uomo come una violazione della libertà di parola, ritenendola una questione di opinione e libertà di critica, evidenziando come l'atteggiamento di Rosenkranz nei confronti del passato nazista fosse del tutto ambiguo. I punti chiave della sentenza della Corte EDU sottolineò come Barbara Rosenkranz non si fosse mai allontanata dalle attività politiche di estrema destra del marito e che in passato avesse pubblicamente contestato la legge del Verbotsgesetz del 1947, che vieta la negazione dell'Olocausto. Sia Scharsach che News ricevettero un risarcimento dei danni.
Durante un'intervista con la radio austriaca (ORF) le fu chiesto se credesse nell'esistenza di camere a gas nei campi di concentramento nazisti durante la seconda guerra mondiale, e lei rispose che aveva le conoscenza di un austriaco "andato a scuola in Austria tra il 1964 e 1976 - perciò questa è la mia conoscenza della storia e non ho alcun piano per cambiarla". Questa risposta fu ritenuta "evasiva" e, in una successiva intervista a Die Presse, dichiarò che non vi fosse dubbio che durante il regime nazista furono commessi crimini terribili.

## Vita privata
E' madre di dieci figli, quattro maschi e sei femmine. Ha studiato storia e filosofia all'Università di Vienna senza ottenere la laurea.